# Stenus tahoensis
Stenus tahoensis är en skalbaggsart som beskrevs av Thomas Casey. Stenus tahoensis ingår i släktet Stenus och familjen kortvingar. Inga underarter finns listade i Catalogue of Life.